# 巴仁乡暴乱
1990年巴仁乡暴乱，又稱阿克陶县巴仁乡反革命武装暴乱、巴仁乡“4·5”武装暴乱案、巴仁乡事件、巴仁鄉起義，是1990年4月5日至6日發生在新疆克孜勒蘇柯爾克孜自治州阿克陶縣巴仁鄉的分離主義武裝衝突，中國政府部门、媒体与部分人指此為「暴亂」，部分海外維吾爾人與國外政要稱之為「起義」與「屠殺」。事件中數百名分離主義武裝分子圍攻巴仁鄉政府，并与武警激烈交火。事件導致武警、民兵共8人死亡，21名武裝分子被擊斃。部分人认为，巴仁乡事件的规模和影响都比1980年代的分離主義活动大得多，是新疆改革开放後大規模分離主義活动的开端。

## 背景
巴仁乡所在的阿克陶县在改革开放之後，也並未享受到新疆其他地區一樣的基础设施改進。直到2000年，當地貧困家庭仍有15888戶，超過總人口四成。而當地政府主導的對少數民族婦女的節育、絕育等在1980年代急劇上升，也被時任新疆區委書記宋漢良承認為事件的起因之一。

## 準備工作
1980年代末，當地青年则丁·玉素甫师从喀什地区叶城县瓦哈比派大毛拉阿不力克木·买合苏木学习《古兰经》。1989年，他回到巴仁乡以后，创建“东突厥斯坦伊斯兰党”，积极发展成员，准备“圣战”，欲通过武装成立“东突厥斯坦伊斯兰国”。
1990年2月初，则丁·玉素甫在沙依清真寺举行第二次会议。同年3月15日，在买海提·库西马克家中举行第三次会议，讨论武器弹药、刀、白布、白球鞋等的准备工作，并且规定要严格保密。此後他们的活动由秘密转向公开，在清真寺做“乃玛孜”時，则丁·玉素甫等人要求伊斯兰教教民参加“东突厥斯坦伊斯兰党”，加入该党的人須抱经宣誓，每人至少交50元人民币，其中20元作为活动经费，20元购买白球鞋，10元购买刀子。
3月17日晚，他们到浩罕村村民委员会主任依明·吾买尔家，强迫其捐款1500元人民币，依明·吾买尔问他们要钱何用，他们回答：“为了振兴伊斯兰”，若不交就要“考虑你的命”。同日，浩罕村的另一位农民也被迫交1000元人民币。3月20日到3月31日，他们在巴仁村、浩罕村等4个村强行征收钱款和粮食，规定每户必须交纳玉米10斤、小麦5斤，结果在这4个村一共征收到15麻袋粮食。他们一共筹得资金1.3万元人民币，用這些钱款陆续购买能制造爆裂物的材料來作土造炸药包、土造手榴弹，购买长刀、1辆摩托车、4匹马。
3月25日，他們在沙依清真寺举行第四次会议，研究组织和分工，决定则丁·玉素甫任总指挥，阿不都艾尼·吐逊任副总指挥，加马力·买买提任军事指挥，艾海提·阿瓦地负责率领第一隊人，吐鲁洪·沙克负责率领第二隊人，吾不力卡斯木·伊布拉音任骑兵班班长，依沙克·吾守负责财务及后勤保障，阿不都·吐尔地、买买提吐逊任联络总指挥，热合买江·艾买提负责保管并分发土造炸药包、土造手榴弹等等武器。则丁·玉素甫宣布一旦他死去，就由阿不都艾尼·吐尔逊接替指挥整个队伍。
3月27日伊斯兰教的斋月开始以后，他们在巴仁乡土尔村清真寺的院子里架设高音喇叭，宣揚“圣战”。3月29日，他们组织庆祝“圣战节”的大游行。4月2日，两个人来到英吉沙县艾古斯乡农民达尼西家中。达尼西擅长马术，是著名的叨羊赛冠军。那两个人下了摩托车之后，对达尼西说：“我们来买你的那匹马，那匹叨羊比赛得头一名的骏马。”但达尼西舍不得卖。来人便自称买马是要先占领巴仁乡，再占领英吉沙县，成立“东突厥斯坦伊斯兰国”，并邀请达尼西加入“伊斯兰圣战队”。但达尼西推托说卖马是大事，要同父亲商量。因为维吾尔族人尊重长辈的意见，来人便离去。达尼西随即向乡里报告了这些情况。
从3月中旬开始，巴仁乡的异常情况引起了阿克陶县党委、政府乃至克孜勒苏柯尔克孜自治州党委、政府的注意。3月底到4月初，阿克陶县公安局多次派员调查巴仁乡的情况。4月2日，阿克陶县公安局副局长阿巴拜克到巴仁乡调查。大毛拉瓦力斯前来汇报称:在4月1日，他的两个儿子深夜被人骗到清真寺强迫他俩参加“伊斯兰圣战队”，他俩反对，结果遭到毒打。阿巴拜克又找到巴仁乡的干部以及巴仁村、浩罕村的群众了解情况，得知这种情况在巴仁乡已经十分普遍，几乎每村都有。阿巴拜克赶紧向中共阿克陶县委汇报，并通过电话向克孜勒苏柯尔克孜自治州公安局汇报。
4月3日上午，中共阿克陶县委召开常委会议，决定当晚派中共阿克陶县委副书记吐尔逊和阿克陶县公安局副局长阿巴拜克到阿图什向中共克孜勒苏柯尔克孜自治州委书记牛秉信报告。4月4日清晨，牛秉信来到阿克陶县召开会议，派吐尔逊到巴仁乡做群众工作。
4月4日上午，吐尔逊等克孜勒苏柯尔克孜自治州、阿克陶县派出的60多名干部到巴仁乡做工作。下午，30多人来到巴仁乡派出所的艾里木·乌拉木家中堵人，切克村清真寺也有200多人聚集。吐尔逊和阿巴拜克前往切克村，向聚集在切克村清真寺的200多人宣传中共的政策，但无效果，只好撤离。

## 经过
1990年4月5日凌晨，则丁·玉素甫率领大约200人打手电筒在街头列队前进，边走边念诵《古兰经》经文，包围巴仁乡政府示威，指1989年全鄉共有250名婦女遭強制引產，要求取消计划生育、反對漢人移民新疆和大汉族主义等。下午18时30分，克孜勒苏柯尔克孜自治州公安局局长率领62名武警前往支援时，200多名聚集者开始围攻乡政府，并向乡政府院内扔石头，两名武警和两名司机被打伤，5名公安干警被劫持为人质。
4月5日晚21时，前来增援的喀什武警支队13人乘坐两辆军车，在巴仁乡政府门外的十字路口遭拦截和袭击，两辆军车被砸碎玻璃，13名武警官兵被石头砸伤。武警下车将这些人驱离后才进入乡政府院内。4月5日晚23时，乘坐一辆小车赴巴仁乡执行联络任务的新疆维吾尔自治区公安边防总队克孜勒苏柯尔克孜自治州支队阿克陶边防大队副教导员许新建，武警卢建辉、王景平、郭学文在巴仁乡政府旁边的大桥边遭到襲擊，被武裝分子用长刀和斧头砍死。随后乘坐一辆小汽车赶来的喀什武警支队六中队副队长艾里·牙生、班长吴勇、副班长田崇峰也遭围攻，艾里·牙生被扣为人质，班长吴勇、副班长田崇峰被杀，汽车被推翻到大桥下面，1支手枪、3支冲锋枪、400发子弹遭抢。
4月6日4时10分，中共新疆维吾尔自治区委通知南疆指挥部称，已接到中央批示“事件性质为武装暴乱，武警和公安人员可以还击”。武裝分子向巴仁乡政府大院内投掷10多枚土造手榴弹及土造炸药包并开枪扫射，4名武警被打伤。武警对空鸣枪警告，但武裝分子继续向乡政府院内射击并投掷手榴弹，大院的围墙被炸出3个豁口。4时44分，正在现场指挥武裝分子从围墙豁口冲进大院的则丁·玉素甫被击毙；另有1名武裝分子在引爆土造手榴弹时被击中，导致3名武裝分子被炸死，还有2名被击毙。
4月6日9时，前来增援的武警和民兵先后赶到。9时14分，部队控制了制高点，少数武裝分子躲到民房内继续向外面射击，经过劝降後投降。阿不都艾尼·吐尔逊等16人持枪逃往昆仑山。武警部队派出23名官兵组成一支马队追剿，买买提·艾力是这支追剿分队的总指挥。喀什地区、克孜勒苏柯尔克孜自治州所属各县纷纷派出武警、公安干警、民兵连配合围堵。4月5日晚至4月7日凌晨，英吉沙县武警、公安干警、民兵连在龙甫乡附近地区抓获19人，缴获2匹马、3枚土造手榴弹、30发子弹、1把刀、1060元人民币现金，并起获一支埋藏起来的“五四”式手枪。
4月8日凌晨5时30分，买买提·艾力率领的追剿分队沿小路南行。抵达河岔口时，出现三条方向不同的小路，买买提·艾力派出以艾尼·托乎提为首的侦察小组发现武裝分子在通往西南方向的土路上行走150米后，脱鞋趟过河，改向东南方向逃跑。分队向东南追到一个名叫皮得力克的村子时，武裝分子占据村内有利地形展开枪战，战斗持续3个小时，6名被打死，3名被俘虏，其他几人逃往更深的雪山。4月9日凌晨，追剿分隊向海拔4000餘米的雪山深處進發，晚19时30分，分队遭遇武裝分子，随即分为3个组进攻。武裝分子占据了正面的山腰，前面是开阔地，以火力压制分队。山腰左侧有一数百米的绝壁。一名战士和担任向导的阿克陶县武装部民兵阿迪力·伊敏从左侧攀登上绝壁扫射，後來戰死。4月10日戰鬥結束，打死9名武裝分子，俘虏7名。另外，追剿分队获得了沿途的维吾尔族、柯尔克孜族民众向战士们无偿提供的马62匹、牦牛5头、骆驼32峰，以及不少草料。

## 後續
其后对事件的处理中，當局共逮捕508人，起訴40人，其中3人被判死刑。
2021年4月5日，在巴仁鄉事件31週年當天，土耳其首都安卡拉市長曼苏尔·亚瓦什與好黨黨魁梅爾·阿克蘇納在推特發文纪念維吾爾族「巴仁鄉起義」31週年，並指此次事件是北京當局对维吾尔人的“一场屠杀”。中国驻安卡拉大使刘少宾隨後在推特發文回擊，引發外交風波。2021年4月6日，土耳其外交部召见中国大使表示不滿。中國外交部發言人趙立堅4月7日回應稱「土耳其個別人士公然為恐怖分子張目」，駐土使館的推文「無可指責」。2021年4月6日，近1000名维吾尔人在中国驻伊斯坦布尔总领事馆前举行示威游行，指責中国政府在该事件中“屠杀维吾尔人”。

## 備註
1. ↑  不要與突厥斯坦伊斯兰党相混淆，該黨是在巴林起義七年後於1997年9月成立的。
2. ↑  根據中國官方有限的報導，「沙伊清真寺」的詳細位置未刊載。可能為「加依村清真寺」之誤記。
3. ↑  伊斯蘭教的基本功修有5項，為「五功」：「念」、「禮」、「齋」、「課」和「朝」。「禮」即是禮拜，阿拉伯語為「撒拉特」，波斯語為「乃瑪孜」，中國回族穆斯林稱之為「拜功」。